# 16525 Сюмарінайко
16525 Сюмарінайко (16525 Shumarinaiko) — астероїд головного поясу, відкритий 14 лютого 1991 року.
Тіссеранів параметр щодо Юпітера — 3,511.
Названо на честь Сюмарінайко (яп. しゅまりないこ(朱鞠内湖) сюмарінайко).